# Polyura stratiocus
Polyura stratiocus är en fjärilsart som beskrevs av Hans Fruhstorfer 1913. Polyura stratiocus ingår i släktet Polyura och familjen praktfjärilar. Inga underarter finns listade i Catalogue of Life.